# Luister-hitparade
De Luister-hitparade was een hitparade die vanaf augustus 1953 werd gepubliceerd in het tijdschrift Luister, dat uitgegeven werd door Onnespers te Amersfoort.
De eerste hitlijst gold voor de periode augustus/september 1953. De eerste nr. 1-hit in die lijst was Song from Moulin Rouge in de uitvoeringen van Percy Faith & his Orchestra en Mantovani. De Luister-hitparade was de tweede hitlijst van Nederland en verscheen 4 maanden na de KRO-hitparade.
In november 1954 werd de maandelijkse lijst voor het laatst gepubliceerd, waarna er tot maart 1956 een hitparadeloos tijdperk aanbrak in Nederland.